# Янноне, Андреа
Андреа Янноне (итал. Andrea Iannone; род. 9 августа 1989, Васто, Италия) — итальянский мотогонщик, трёхкратный бронзовый призёр чемпионата мира по шоссейно-кольцевых мотогонок серии MotoGP в классе Moto2 (2010—2012). В сезоне 2016 года выступает в классе MotoGP за команду «Ducati Team» под номером 29.

## Биография
Янноне родился в Адриатическом прибрежном городе Васто 9 августа 1989 года. Его интерес к велосипедам возник в очень раннем возрасте вместе с мини-моторами.
Первое прозвище Янноне получил на Гран-При Сан Марино в 2010 году, когда во время гонки в классе Moto2 надел шлем в стиле «Невероятного Халка». На задней части шлема была размещена следующая надпись: «The Incredible Iannhulk». В 2011 году Андреа носил прозвище «Сумасшедший Джо» — эту надпись разместил на задней части комбинезона. Такое прозвище ему дали друзья за его агрессивный стиль вождения и невероятные манёвры во время гонки. В 2012 году было изменено на «Maniac Joe» — для того, чтобы подчеркнуть первое прозвище ещё больше. В Муджелло Янноне использовал цветовую схему соседней пожарной станции, с этой гонки получил также прозвище «Джо пожарный».
Сезон 2014 Янноне провёл в команде «Pramac Racing». Выступая на мотоцикле Desmosedici GP14 он не мог на равных конкурировать с гонщиками на японских мотоциклах, однако демонстрировал неплохие результаты. Наивысшими результатами в сезоне стали три 5-х места.
После окончания сезона 2014 Андреа был приглашён в команду «Ducati Team» на замену Кэла Кратчлоу, который перешёл в «Team LCR». Там он получил в своё распоряжение мотоцикл Desmosedici GP15 заводской спецификации. Андреа отплатил команде за доверие уже в дебютной гонке сезона в Катаре, где занял третье место, впервые в своей карьере в «королевском» классе попав на подиум. В следующих четырёх гонках он продолжил успешные выступления, ни разу не финишировав ниже шестого места. На шестом этапе сезона в родном для себя Гран-При Италии Андреа сумел одержать дебютную для себя в «королевском» классе поул, закончив гонку на втором месте. Добавив в свой актив ещё один подиум (третье место в Австралии), Андреа по итогам сезона занял 5-е место общего зачёта.